# Макгован, Алистер
Алистер Чарльз Макгован (англ. Alistair Charles McGowan, род. 24 ноября 1964 года, Ившем, Вустершир, Великобритания) — британский пародист, стенд-ап комик, музыкант, актёр, писатель и драматург. Его шоу The Big Impression (ранее Alistair McGowan’s Big Impression) шло в России на телеканале НСТ под названием «Шоу Алистера Макгована».

## Биография
Родители — Марион и Джордж Макгованы. Алистер и его сестра Кей знали, что их отец родился в Калькутте, но не знали, что их отец был англо-индийцем. Алистер Макгован исследовал свою родословную в программе Би-би-си Who Do You Think You Are? (выпуск от 26 октября 2007 года), через четыре года после смерти своего отца. 

Учился в Лидском университете. Получил степень бакалавра искусств (окончил университет в 1986 году). После этого поступил в Гилдхоллскую школу музыки и театра, которую закончил в 1989 году.

По собственному признанию, поступил именно в Лидский университет отчасти из-за близости его к стадиону «Элланд Роуд», домашнему стадиону его любимого футбольного клуба «Лидс Юнайтед».

## Карьера
Работал стенд-ап комиком и озвучивал нескольких персонажей в сатирическом кукольном шоу Spitting Image телеканала ITV.

Спортивные пародии в исполнении Макгована показывались в футбольном тележурнале Sick As A Parrot. Сыграл роль переработчика в программе Би-би-си Think about Science. Сыграл роль Спока в комедийном сериале Тима Фёрта All Quiet on the Preston Front, выходившем на Би-би-си.

Самой известной его передачей стало пародийное шоу Alistair McGowan’s Big Impression (позднее The Big Impression), где он выступал совместно с пародистами Ронни Анконой и Джен Рейвенс. Там Макгован пародировал известных политиков, музыкантов, актёров, телеведущих и звезд спорта (см. раздел «Объекты пародий»).

Наиболее известны их с Анконой пародии «Пош и Бекс» — на Викторию Бекхэм (Пош Спайс) и Дэвида Бекхэма (Бекс — его прозвище). Поскольку семейство Бекхэм часто меняло имидж (например, Дэвид менял прически), это приходилось делать и пародистам.

В 2005 году Макгован вернулся к актёрской деятельности. Он снялся в сериале BBC «Холодный дом» по роману Чарльза Диккенса. Также принял участие в двух постановках Чичестерского фестивального театра — комедии Николая Гоголя «Ревизор» (новый перевод пьесы был выполнен шотландским сатириком и журналистом Алистером Битоном) и пьесе «5/11», выпущенной к 400-летию Порохового заговора. 

В октябре 2006 года провёл один из выпусков телепередачи Have I Got News For You. В том же году в составе Королевской шекспировской труппы принял участие в мюзикле «Насмешницы» (по шекспировской комедии «Виндзорские насмешницы»), где его партнёрами выступали Джуди Денч, Хейдн Гуинн и Саймон Кэллоу. 

Помимо этого, он продолжал работать на телевидении и радио в качестве диктора и пародиста. В частности, переозвучил видеозаписи передач BBC Sports Personality of the Year и Match Of The Day. 

В 2007 году сыграл роль Орина Скривелло (а также несколько эпизодических ролей) в рок-мюзикле Little Shop of Horrors и снялся в роли Нико в фильме «My Life In Ruins». В 2009 году состоялся его режиссёрский дебют: в Гилдхоллской школе музыки и театра Макгован поставил пьесу Ноэла Кауарда Semi-Monde.

В январе и феврале 2008 года Алистер Макгован сыграл одну из главных ролей в комической опере Гилберта и Салливана «Микадо, или город Титипу», поставленной «Оперной компанией Карла Розы». 21 апреля того же года сыграл роль конферансье Эмси в мюзикле «Кабаре», а в июле — в мюзикле They’re Playing Our Song.

В 2009 году сыграл роль герцога в постановке шекспировской пьесы «Мера за меру».

В 2010 году провёл один из выпусков телешоу стендап-комедии Live at the Apollо. 

В феврале 2011 года Макгован появился в телесериале «Skins», сыграв одну из ролей в пятой серии. 12 марта того же года он сыграл роль Короля пиратов в комической опере Гилберта и Салливана «Пираты Пензанса». Позже сыграл роль Генри Хиггинса в «Пигмалионе», поставленном Театром Гаррика в Лондоне (до него эту роль играл Руперт Эверетт). В апреле 2011 года поставил в театре центра искусств Ноттингемского университета драму Дэвида Мамета Oleanna. В том же году сыграл роль Пьеро ди Козимо Медичи в сериале Leonardo (CBBC). 

В 2013 году отправился в 50-дневный стендап-тур со своим шоу Not Just A Pretty Voice. В том же году совместно с Эдди Иззардом принял участие в стендап-шоу в Шеффилде, полностью прошедшем на французском языке. Озвучил английскую версию мультфильма «The Unbeatables». 

С 10 июня по 11 июля 2015 года Алистер Макгован играл в пьесе Джона Мейтланда An Audience with Jimmy Savile. 

Алистер Макгован известен также как литератор и драматург. В 2009 году совместно со своей бывшей партнершей по телепередаче The Big Impression Ронни Анконой он написал книгу A Matter of Life and Death or How to Wean Your Man off Football («Вопрос жизни и смерти, или Как отучить мужа от футбола»). Для BBC Radio 4 им были написаны три пьесы — о французском композиторе Эрике Сати (Three Pieces in the Shape of a Pear), английском композиторе Джоне Филде (The Peregrinations of a Most Musical Irishman) и Бернарде Шоу (The 'B' Word), в которых он сыграл главные роли. Написал пьесу Timing (в 2009 году пьеса получила номинацию сайта whatsonstage.com в категории «Лучшая новая пьеса»).

## Награды
За роль в комической опере «Микадо, или город Титипу» Алистер Макгован был номинирован на премию Лоуренса Оливье.

## Личная жизнь
У Макгована был семилетний роман с актрисой и пародисткой Ронни Анконой.

В августе 2013 года Алистер Макгован женился на своей подруге Шарлотте Пейдж, с которой играл в комической опере «Микадо, или Город Титипу».

С 2020 года живёт в Ладлоу (Шропшир).

## Объекты пародий
- Вуди Аллен[4]
- Роуэн Аткинсон
- Тони Блэр
- Дэвид Бэкхем
- Кэри Грант[5]
- Хью Грант[6]
- Алан Дейвис
- Борис Джонсон[7]
- Майкл Дуглас
- Эдди Иззард[8]
- Кевин Киган
- Джереми Кларксон
- Билли Коннолли
- Гари Линекер
- Энди Маррей[9]
- Брайан Мэй[10]
- Оззи Осборн[11]
- Роджер Федерер[12]
- Алекс Фергюсон[13]
- Принц Чарльз[14]
- Эминем[15]
- Свен-Ёран Эрикссон

### Вымышленные персонажи
- Росс Геллер (роль Дэвида Швиммера)
- Дот Коттон (роль Джун Браун)
- Бэзил Фолти (роль Джона Клиза)